# Dieta baseada em plantas

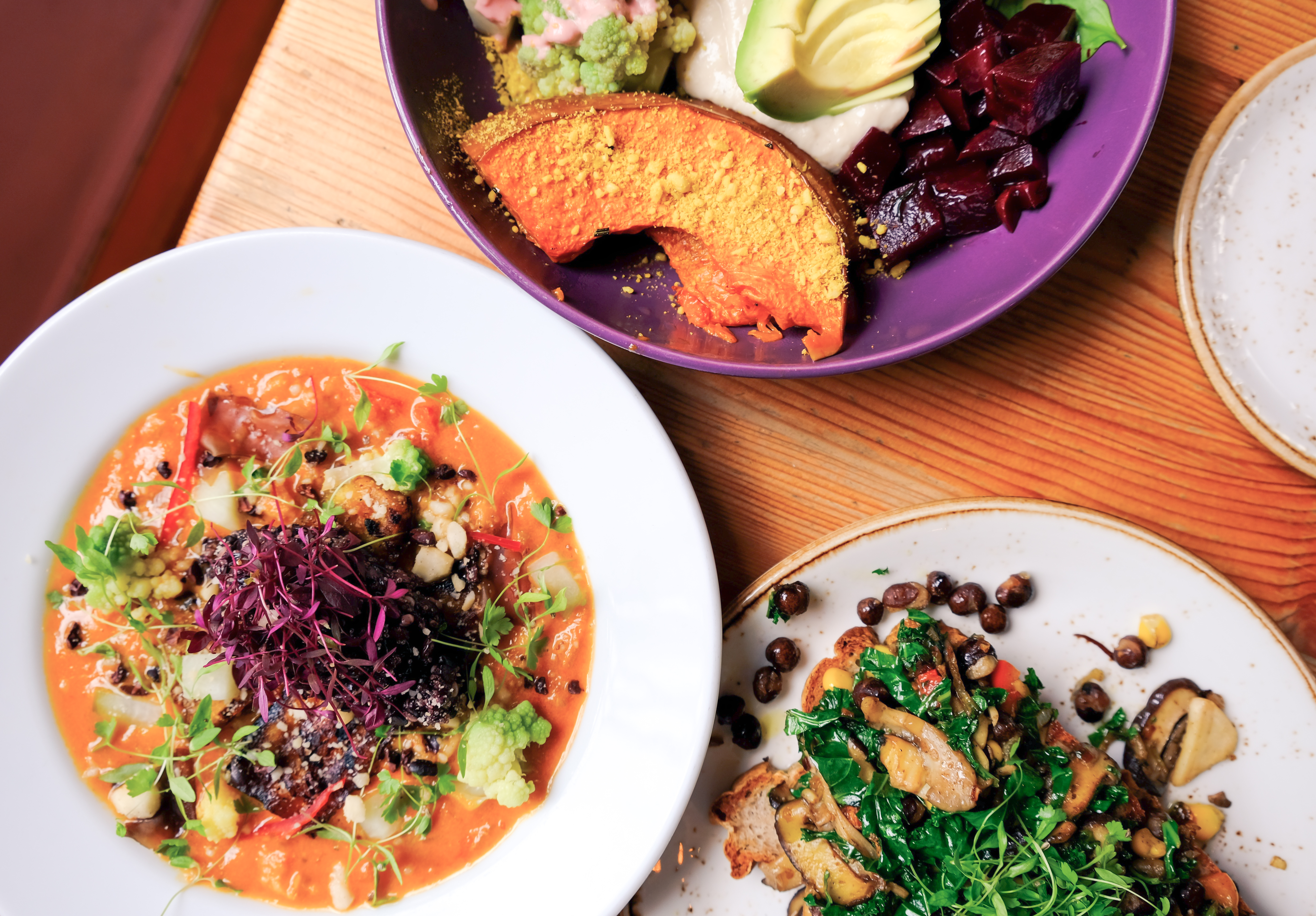
Alimentos provenientes de plantas.

A dieta baseada em plantas é uma prática alimentar que consiste (em sua maior parte ou inteiramente) em alimentos de origem vegetal; onde essas dietas abrangem uma ampla gama de padrões alimentares que contêm baixas quantidades de produtos de origem animal e altas quantidades de produtos vegetais ricos em fibras, como vegetais, frutas, grãos integrais, legumes, nozes e sementes. Elas não precisam ser veganas ou vegetarianas, mas são definidas em termos de baixa frequência de consumo de alimentos de origem animal.
Esta dieta é formada por uma proteina baseada em planta (plant-based), que imita o produto alimentício de origem animal (como a carne bovina) orientado por Inteligência Artificial; este analisa a propriedade de várias plantas e cria produtos que imitam o cheiro e o sabor das carnes dos animais, como por exemplo o "hambúrguer vegetariano" da empresa chilena NotCo, que usa a proteina plant-based.

## Terminologia
A origem do termo "dieta baseada em vegetais" (do inglês plant-based diet) é atribuída ao bioquímico nutricional da Universidade de Cornell (em Ithaca, Nova Iorque) Thomas Colin Campbell, que apresentou sua pesquisa sobre dieta nos Institutos Nacionais de Saúde dos Estados Unidos em 1980. A pesquisa de Campbell sobre uma dieta à base de vegetais foi desenvolvida a partir do The China Project, um estudo de uma década sobre as práticas alimentares na China rural, que evidenciou que uma dieta com baixo teor de proteína e gordura animal e rica em alimentos vegetais poderia reduzir a incidência de várias doenças. Em 2005, Campbell e seu filho publicaram The China Study, um livro best-seller que enfatiza os possíveis benefícios à saúde de uma dieta baseada em vegetais. Campbell também usou o conceito de dieta baseada em vegetais para educar os consumidores sobre como o consumo de carne tem consequências ambientais significativas.
Alguns autores fazem uma distinção entre dietas "baseadas em vegetais" ou "somente em vegetais". Uma dieta baseada em vegetais pode ser definida como o consumo de alimentos de origem vegetal minimamente processados.
Uma revisão que analisou o uso do termo "dieta baseada em vegetais" na literatura médica constatou que 50% dos ensaios clínicos usam o termo de forma intercambiável com vegano, o que significa que a dieta intervencionista não inclui alimentos de origem animal. 30% dos estudos incluíram produtos lácteos e 20% carne.
Em 2021, a Organização Mundial da Saúde (OMS) declarou que "as dietas à base de vegetais constituem uma gama diversificada de padrões alimentares que enfatizam alimentos derivados de fontes vegetais, juntamente com menor consumo ou exclusão de produtos de origem animal. As dietas vegetarianas formam um subconjunto das dietas à base de plantas, que podem excluir o consumo de algumas ou de todas as formas de alimentos de origem animal." A OMS relaciona as dietas flexitariana, lacto-vegetariana, lacto-ovo vegetariana, ovo-vegetariana, pescatariana e vegana como dietas à base de plantas.
Um artigo de revisão de 2023 definiu a dieta baseada em vegetais como "um padrão alimentar no qual os alimentos de origem animal são total ou principalmente excluídos".

## Motivação e prevalência
No início do século XXI, estima-se que cerca de 4 bilhões de pessoas vivam com uma dieta à base de vegetais, algumas por opção e outras devido a limitações causadas pela escassez de colheitas, água doce e recursos energéticos. As principais motivações para seguir uma dieta à base de vegetais parecem ser aspirações de saúde, sabor, bem-estar animal, preocupação ambiental e perda de peso. Nos EUA, as pessoas tomam medidas individuais sobre as mudanças climáticas por meio de sua dieta. 26% das pessoas seguem uma dieta à base de vegetais porque estão "alarmadas" com o aquecimento global - definido pelo Programa de Comunicação sobre Mudanças Climáticas de Yale ("Yale Program on Climate Change Communication") como aqueles que estão "convencidos de que o aquecimento global está acontecendo, é causado pelo homem e é uma ameaça urgente" - e 27% por cento seguem uma dieta à base de vegetais porque estão "preocupados" - eles acreditam que o aquecimento global é uma ameaça real e séria e que os seres humanos estão causando isso, mas acham que os impactos climáticos permanecem longe o suficiente no futuro para que sejam uma questão de menor prioridade.

## Pesquisa sobre saúde

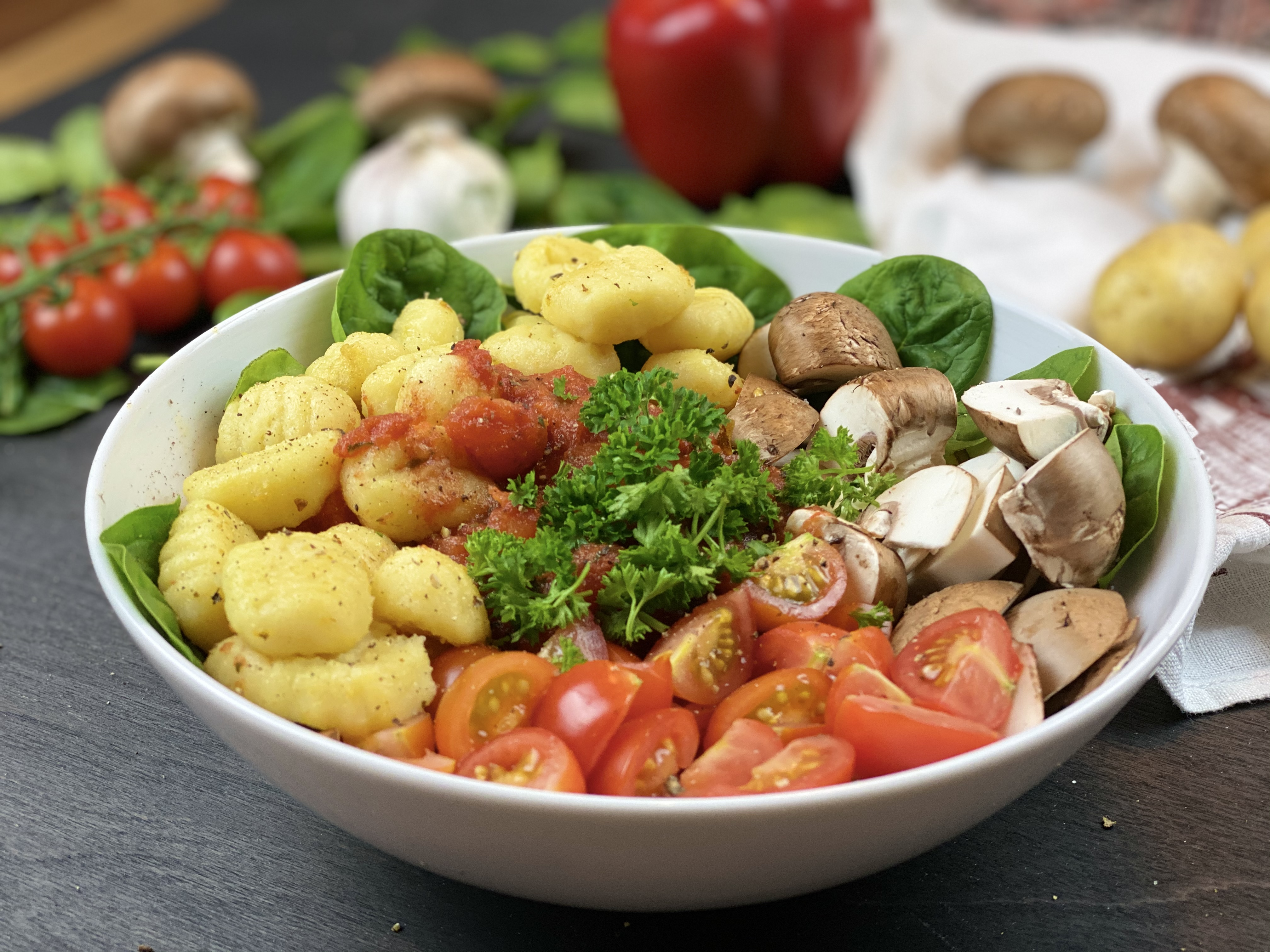
Um dos princípios de uma dieta certeira e objetiva.

As dietas à base de vegetais são de interesse na prevenção e no controle de doenças crônicas. A British Dietetic Association (Associação Dietética Britânica) declarou que uma dieta à base de vegetais "pode apoiar uma vida saudável em todas as idades e fases da vida", mas, como em qualquer dieta, deve ser planejada adequadamente.

### Qualidade da dieta
Nem todos os alimentos de origem vegetal são igualmente saudáveis. Em vez disso, as dietas à base de vegetais que incluem grãos integrais como a principal forma de carboidrato, gorduras insaturadas como a principal forma de gordura dietética, uma abundância de frutas e vegetais e ácidos graxos n-3 adequados podem ser consideradas saudáveis.
Com o aumento da disponibilidade de alimentos processados à base de vegetais, como hambúrgueres veganos ou nuggets de frango, há também a preocupação de que as dietas à base de vegetais que incorporam esses alimentos possam se tornar menos saudáveis.
Na prática, os lacto-ovo vegetarianos ou veganos parecem ter uma qualidade geral de dieta mais alta em comparação com os não vegetarianos. A razão para isso é a maior adesão às recomendações das organizações de saúde sobre o consumo de frutas, grãos integrais, frutos do mar e proteína vegetal e sódio. A maior qualidade da dieta dos vegetarianos e veganos pode explicar alguns dos resultados positivos para a saúde em comparação com os não vegetarianos.

### Peso
Estudos observacionais mostram que as dietas vegetarianas têm menor ingestão de energia do que as dietas não vegetarianas e que, em média, os vegetarianos têm um índice de massa corporal menor do que os não vegetarianos.
Duas revisões de pesquisas preliminares descobriram que as dietas vegetarianas praticadas por 18 semanas ou mais reduziram o peso corporal na faixa de 2–3 kg, com dietas veganas usadas por 12 semanas ou mais reduzindo o peso corporal em 4 kg.
Em pessoas obesas, uma revisão de 2022 constatou que as dietas à base de vegetais melhoraram o controle de peso, o LDL e o colesterol total, a pressão arterial, a resistência à insulina e a glicose em jejum.

### Diabetes
Algumas análises indicam que as dietas à base de vegetais, incluindo frutas, verduras, grãos integrais, legumes e nozes, estão associadas a um menor risco de diabetes.
Portanto, as dietas vegetarianas e veganas estão sendo pesquisadas clinicamente para identificar os possíveis efeitos sobre o diabetes tipo 2, com resultados preliminares que mostram melhorias no peso corporal e nos biomarcadores da síndrome metabólica.
Quando o foco foram os alimentos integrais, ocorreu uma melhora nos biomarcadores do diabetes, incluindo a redução da obesidade. Em pessoas diabéticas, as dietas à base de vegetais também foram associadas à melhora do bem-estar emocional e físico, alívio da depressão, maior qualidade de vida e melhor saúde geral.
O American College of Lifestyle Medicine ("Faculdade Americana de Medicina do Estilo de Vida") declarou que a dieta pode alcançar a remissão em muitos adultos com diabetes tipo 2 quando usada como uma intervenção primária de alimentos integrais à base de vegetais com consumo mínimo de carne e outros produtos de origem animal. Ainda há necessidade de mais estudos controlados e randomizados "para avaliar intervenções dietéticas sustentáveis à base de vegetais com alimentos integrais ou minimamente processados, como meio primário de tratamento do diabetes com o objetivo de remissão".

### Câncer
As dietas à base de vegetais estão associadas a uma diminuição do risco de câncer colorretal e de próstata. As dietas vegetarianas estão associadas a uma menor incidência de câncer total (-8%). Uma dieta vegana parece reduzir o risco de incidência de câncer total em -15%. No entanto, não houve melhora na mortalidade por câncer.

### Microbioma
Estudos preliminares indicam que uma dieta baseada em vegetais pode melhorar o microbioma intestinal.

### Doenças cardiovasculares
Estudos de coorte prospectivos mostram que as dietas vegetarianas estão associadas à redução do risco de doença cardiovascular e doença arterial coronariana, mas não de acidentes vasculares cerebrais. Para as dietas veganas, foi encontrada apenas uma redução do risco de doença isquêmica do coração.
Ensaios clínicos mostram que as dietas à base de plantas, incluindo as dietas veganas e vegetarianas, podem reduzir a pressão arterial, e os níveis de colesterol no sangue.
As pessoas que seguem uma dieta vegana de longo prazo apresentam melhorias nos fatores de risco cardiometabólicos. Os ensaios clínicos também mostram que as alterações na pressão arterial associadas a uma dieta vegana sem restrições calóricas são comparáveis às práticas dietéticas recomendadas pelas sociedades médicas e ao uso de dietas com porções controladas.

### Saúde dos ossos
O efeito das dietas à base de vegetais na saúde dos ossos é inconclusivo. Pesquisas preliminares indicam que o consumo de uma dieta baseada em vegetais pode estar associado a uma menor densidade óssea, um fator de risco para fraturas.

### Inflamação
As dietas à base de vegetais estão sendo estudadas quanto ao seu potencial de reduzir a inflamação. A proteína C-reativa - um biomarcador de inflamação - pode ser reduzida pelo consumo de uma dieta à base de vegetais, especialmente em pessoas obesas.

### Mortalidade
Uma revisão de 2020 afirmou que os padrões alimentares baseados no consumo de verduras, frutas, legumes, nozes, grãos integrais, óleos vegetais insaturados, peixes, carnes magras ou aves, e com baixo teor de carne processada, laticínios com alto teor de gordura e carboidratos refinados ou doces, estão associados a uma diminuição do risco de mortalidade.

### Desempenho físico
Em uma meta-análise publicada on-line em 2023, as dietas à base de vegetais demonstraram ter um efeito positivo moderado no desempenho aeróbico e não tiveram efeito no desempenho de força.

### Saúde mental
Dietas a base de plantas podem gerar benefícios na saúde mental. Em um estudo de intervenção realizado com pessoas com sobrepeso ou com diagnóstico de diabetes em 10 escritórios de uma empresa estadunidense, uma dieta baseada em plantas gerou melhorias nos índices de depressão, ansiedade, fadiga, sensação de bem-estar e produtividade diária.
Em relação ao transtorno de ansiedade social, o consumo de sementes de abóbora pareadas com um carboidrato pode auxiliar no seu tratamento, com melhoras na medição de ansiedade uma hora após o consumo do alimento. As sementes de abóbora possuem alto teor de triptofano. Com o carboidrato, o triptofano consegue chegar até o cérebro, pois o carboidrato  desvia outros aminoácidos da corrente sanguínea para os músculos.

## Sustentabilidade
Biomassa (ecologia) de mamíferos na Terra
Há um consenso científico de que as dietas à base de vegetais proporcionam menos emissões de gases de efeito estufa (GEE), uso da terra e perda de biodiversidade. Além disso, os padrões alimentares que reduzem a mortalidade relacionada à dieta também promovem a sustentabilidade ambiental.

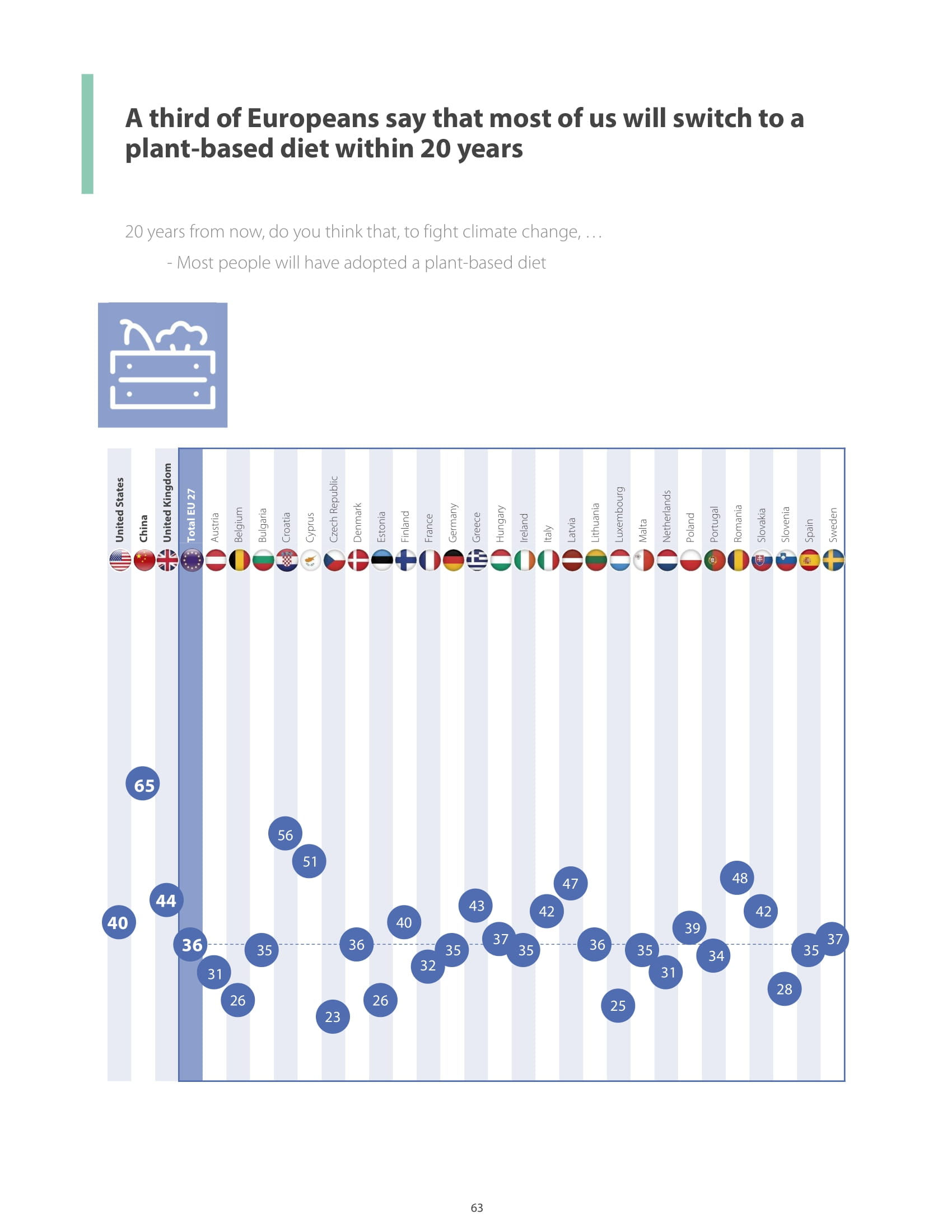
Os entrevistados europeus de uma pesquisa climática realizada em 2021-2022 pelo Banco Europeu de Investimento afirmam que a maioria das pessoas mudará para uma dieta baseada em vegetais dentro de 20 anos para ajudar o meio ambiente.

Como uma porcentagem significativa das colheitas em todo o mundo é usada para alimentar o gado e não os seres humanos, comer menos produtos de origem animal ajuda a limitar a mudança climática (por exemplo, por meio de dietas de baixo carbono) e a perda de biodiversidade. A carne bovina, o cordeiro e o queijo têm uma pegada de carbono particularmente muito alta. Embora o cultivo de soja seja um "grande impulsionador do desmatamento na bacia amazônica", a maioria das plantações de soja é usada para consumo animal e não para consumo humano. A adoção de dietas baseadas em vegetais também poderia reduzir o número de animais criados e mortos para alimentação em fazendas industriais.
Uma pesquisa realizada em 2019 sobre seis dietas constatou que as dietas à base de plantas são mais ecológicas do que as dietas mais ricas em alimentos de origem animal. Das seis dietas mutuamente exclusivas, os indivíduos que consumiam dietas veganas, vegetarianas e pescetarianas tinham pegadas de carbono na dieta mais baixas do que as dietas onívoras típicas, enquanto aqueles que consumiam dietas "paleolíticas" e cetogênicas tinham emissões de carbono na dieta mais altas devido aos alimentos de origem animal.
Um estudo de 2020 constatou que os efeitos da mitigação das mudanças climáticas da produção e do consumo de alimentos em todo o mundo para dietas à base de plantas, que são compostas principalmente de alimentos que exigem apenas uma pequena fração da terra e das emissões de CO² necessárias para carne e laticínios, poderiam compensar as emissões de CO² iguais às dos últimos 9 a 16 anos de emissões de combustíveis fósseis em nações que eles agruparam em 4 tipos. Os pesquisadores também forneceram um mapa de oportunidades regionais aproximadas.
De acordo com um relatório da Chatham House de 2021, apoiado pelo Programa das Nações Unidas para o Meio Ambiente, será necessária uma mudança para "dietas predominantemente baseadas em vegetais" para reduzir a perda de biodiversidade e o impacto humano no meio ambiente. O relatório afirma que a pecuária tem o maior impacto ambiental, com cerca de 80% de todas as terras agrícolas globais usadas para criar gado, ovelhas e outros animais usados por humanos para alimentação. A mudança para dietas baseadas em vegetais liberaria a terra para permitir a restauração de ecossistemas e o florescimento da biodiversidade.
Um estudo de 2022 publicado na Nature Food descobriu que, se as nações de alta renda mudassem para uma dieta baseada em vegetais, vastas faixas de terra usadas para a agricultura animal poderiam voltar ao seu estado natural, o que, por sua vez, tem o potencial de retirar 100 bilhões de toneladas de CO² da atmosfera até o final do século. Cerca de 35% de todas as terras habitáveis do mundo são usadas para criar animais utilizados por humanos na produção de alimentos.
Um estudo de 2023 publicado na mesma revista descobriu que uma dieta vegana diminui muito o impacto da produção de alimentos sobre o meio ambiente, como a redução das emissões, da poluição da água e do uso da terra em 75%, reduzindo a destruição da vida selvagem em 66% e o uso da água em 54%. Outro estudo publicado no mesmo ano na Nature Communications constatou que a substituição de metade dos produtos de carne bovina, frango, laticínios e suínos consumidos pela população global por alternativas à base de plantas poderia reduzir a quantidade de terra usada pela agricultura em quase um terço, reduzir o desmatamento, restaurar a biodiversidade e reduzir as emissões de GEE da agricultura em 31% até 2050. No entanto, o relatório também observa que uma população crescente e o aumento da afluência devem aumentar a demanda por produtos de origem animal, o que pode ter impactos negativos sobre o meio ambiente.

## Política
É necessária uma redução no consumo de carne e uma mudança para dietas mais baseadas em vegetais para atingir as metas climáticas, abordar os problemas de saúde pública e proteger o bem-estar animal. Foram feitas pesquisas sobre a melhor forma de promover essa mudança no comportamento do consumidor.
Algumas organizações de saúde pública defendem uma dieta baseada em vegetais devido à sua baixa pegada ecológica. Essas organizações incluem a Agência Sueca de Alimentos em sua diretriz dietética e um grupo de pesquisadores da Lancet que propõem uma dieta de saúde planetária. A ativista climática vegana Greta Thunberg também pediu mais produção e consumo de alimentos à base de vegetais em todo o mundo. Um relatório de 2022 do Instituto Ambiental de Estocolmo e do Conselho de Energia, Meio Ambiente e Água incluiu a proteção do bem-estar animal e a adoção de dietas à base de vegetais em uma lista de recomendações para ajudar a mitigar as crises ecológicas e sociais que estão levando o mundo a um "ponto de ebulição".
A Dinamarca e a Coreia do Sul anunciaram planos de ação baseados em vegetais em 2023.